# Kanton Nieuwer-Amstel
Het kanton Nieuwer-Amstel was een kanton van het Franse Zuiderzeedepartement. Het kanton Nieuwer-Amstel maakte deel uit van het arrondissement Amsterdam.

## Gemeenten
Het kanton Nieuwer-Amstel omvatte de volgende gemeenten:
- Nieuwer-Amstel